# Agnes Slott-Møller

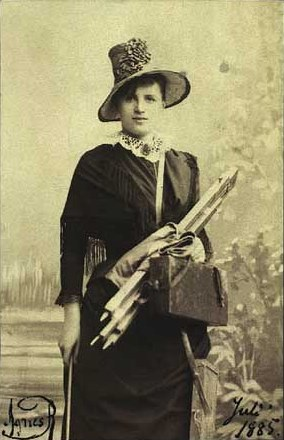
Agnes Slott-Møller, 1885.

Agnes Rambusch Slott-Møller, född den 10 juni 1862 i Köpenhamn, död den 11 juni 1937 i Hårby, var en dansk målare, gift 1888 med målaren Harald Slott-Møller. Hon utbildade sig på Tegne- og Kunstindustriskolen for Kvinder år 1878–1885 och hos P.S. Krøyer år 1885–1886.
Under vistelser i Italien 1888–1889 och senare tog makarna Slott-Møller avgörande intryck av tidig italiensk konst och vände sig bort från naturalismen, i det att de betonade det dekorativa och stilsökande samt temats betydelse.
Agnes Slott-Møller inledde med Dronning Margrethe og den jyske adel (1889–1890) en lång rad skildringar från dansk historia och sagovärld. Bland dessa kan nämnas Herr Ebbes døtre, relief i Nasjonalgalleriet i Oslo.
Hon var, tillsammans med sin man, en av grundarna av Den Frie Udstilling och medlem år 1891–1900.

## Utmärkelser
- Eckersbergmedaljen, 1906
- Tagea Brandts rejselegat for kvinder, 1928

## Galleri

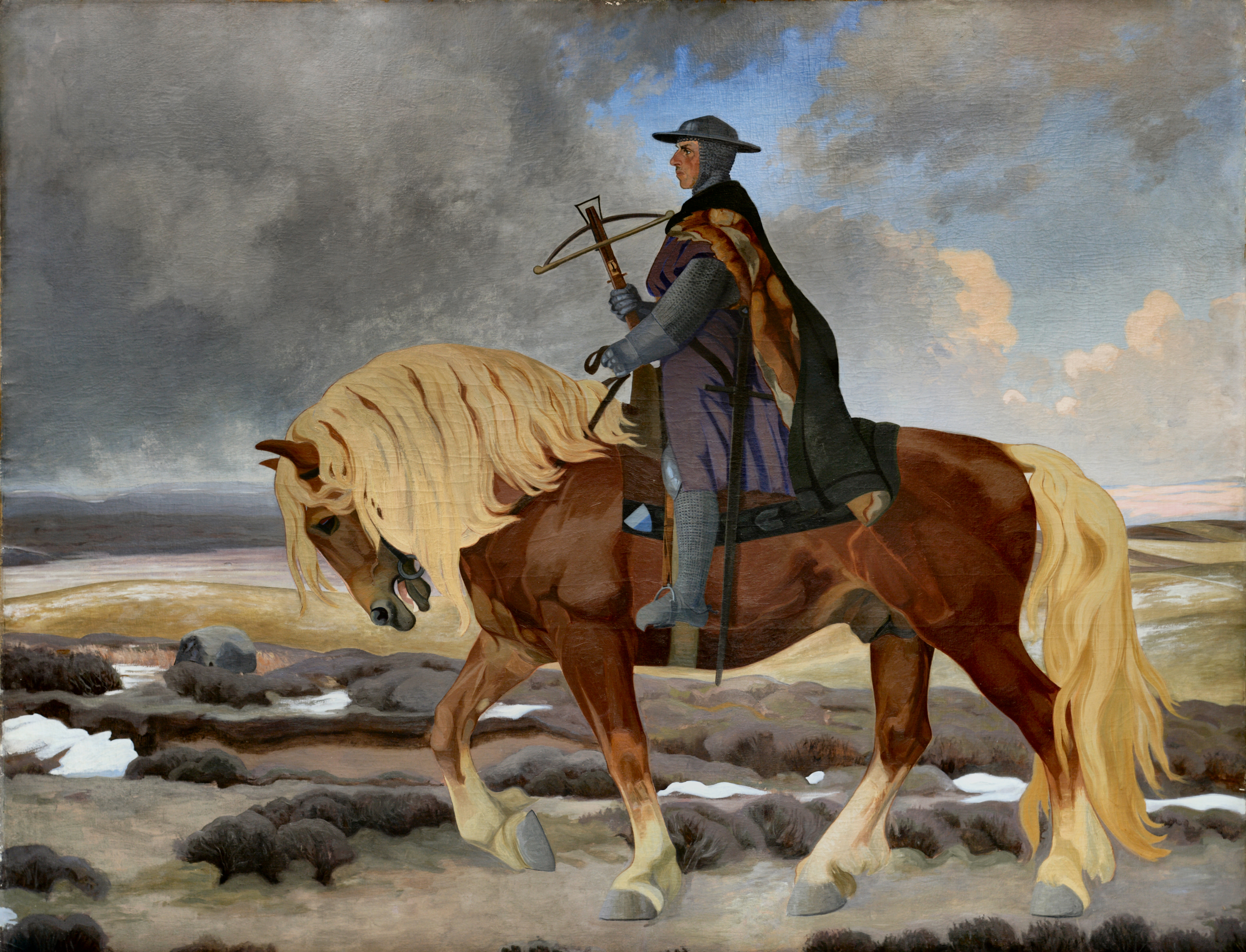
Niels Ebbesen, cirka 1893
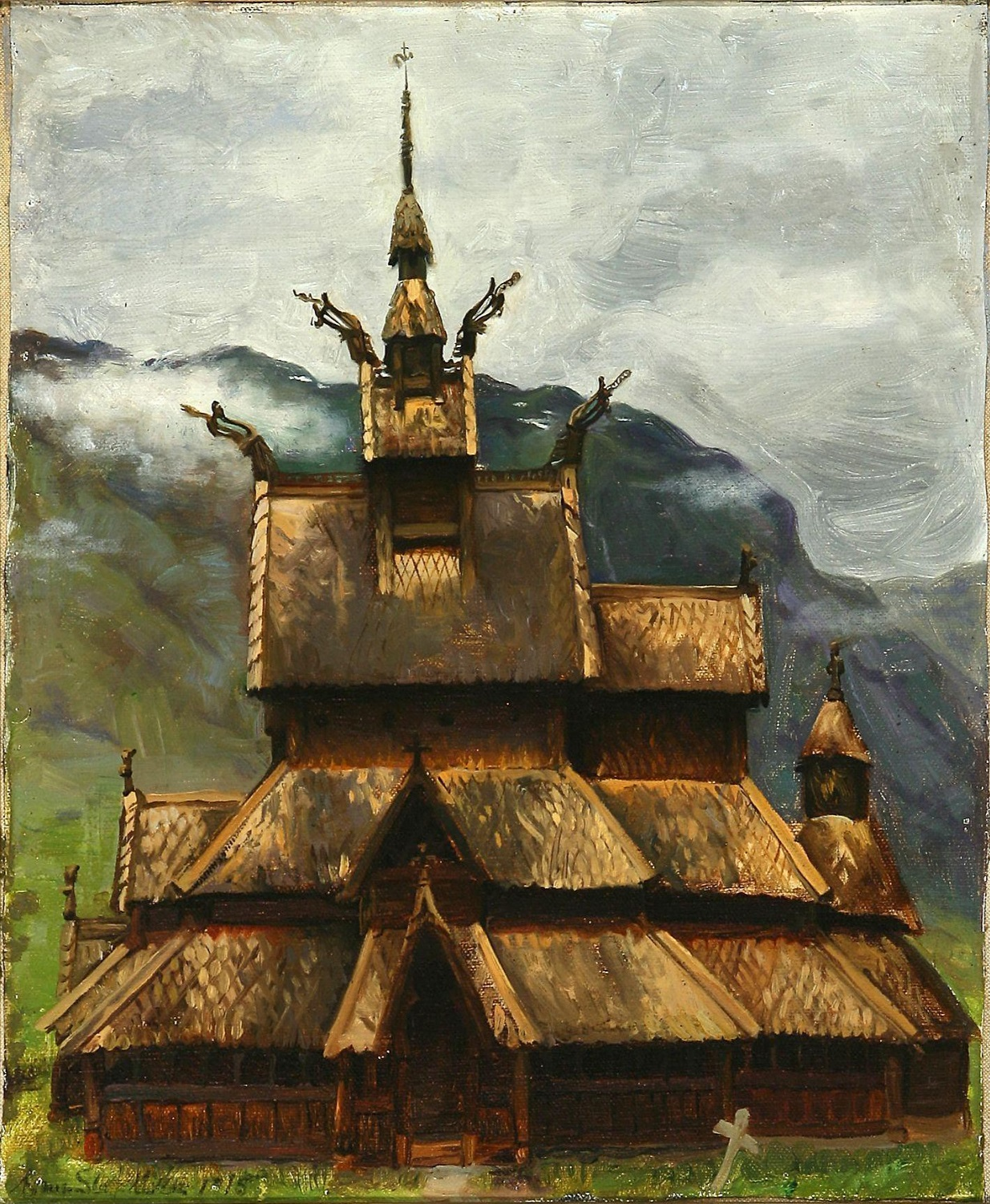
Borgund stavkyrka, 1915
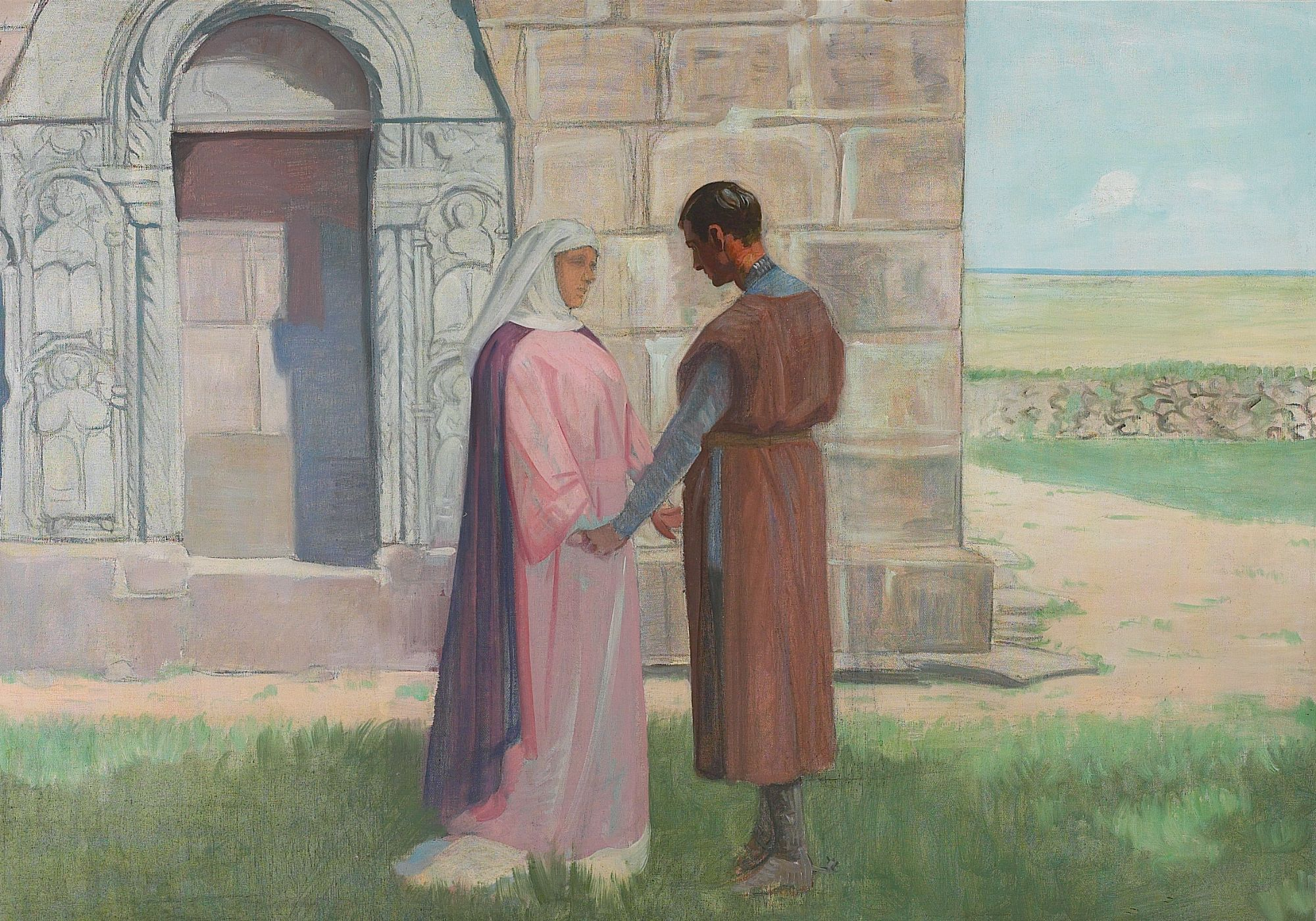
Scen ur en folkvisa
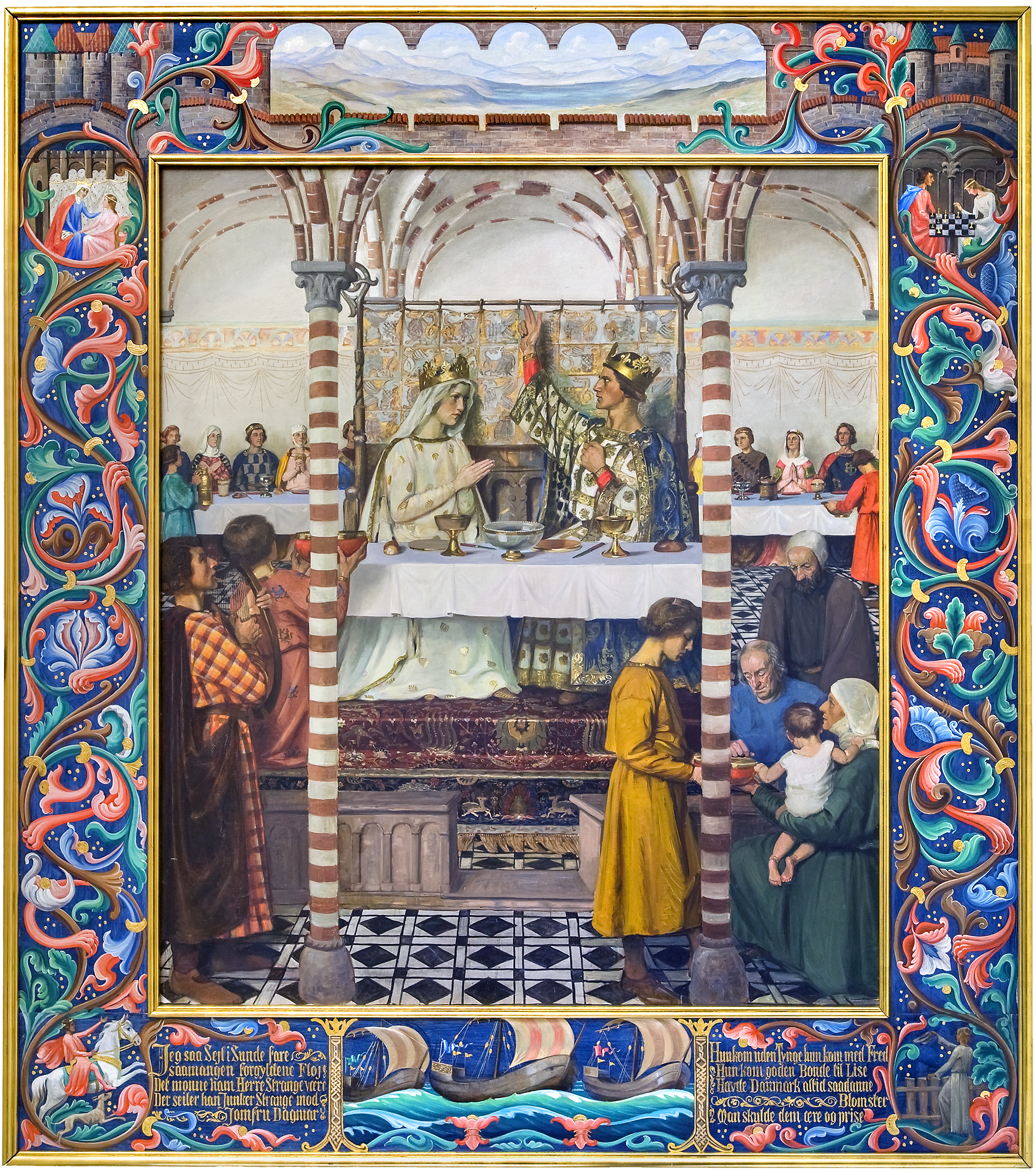
Brölloppet mellan kung Valdemar och drottning Dagmar, 1932